# Wohn- und Geschäftshaus Cuxhavener Straße 1

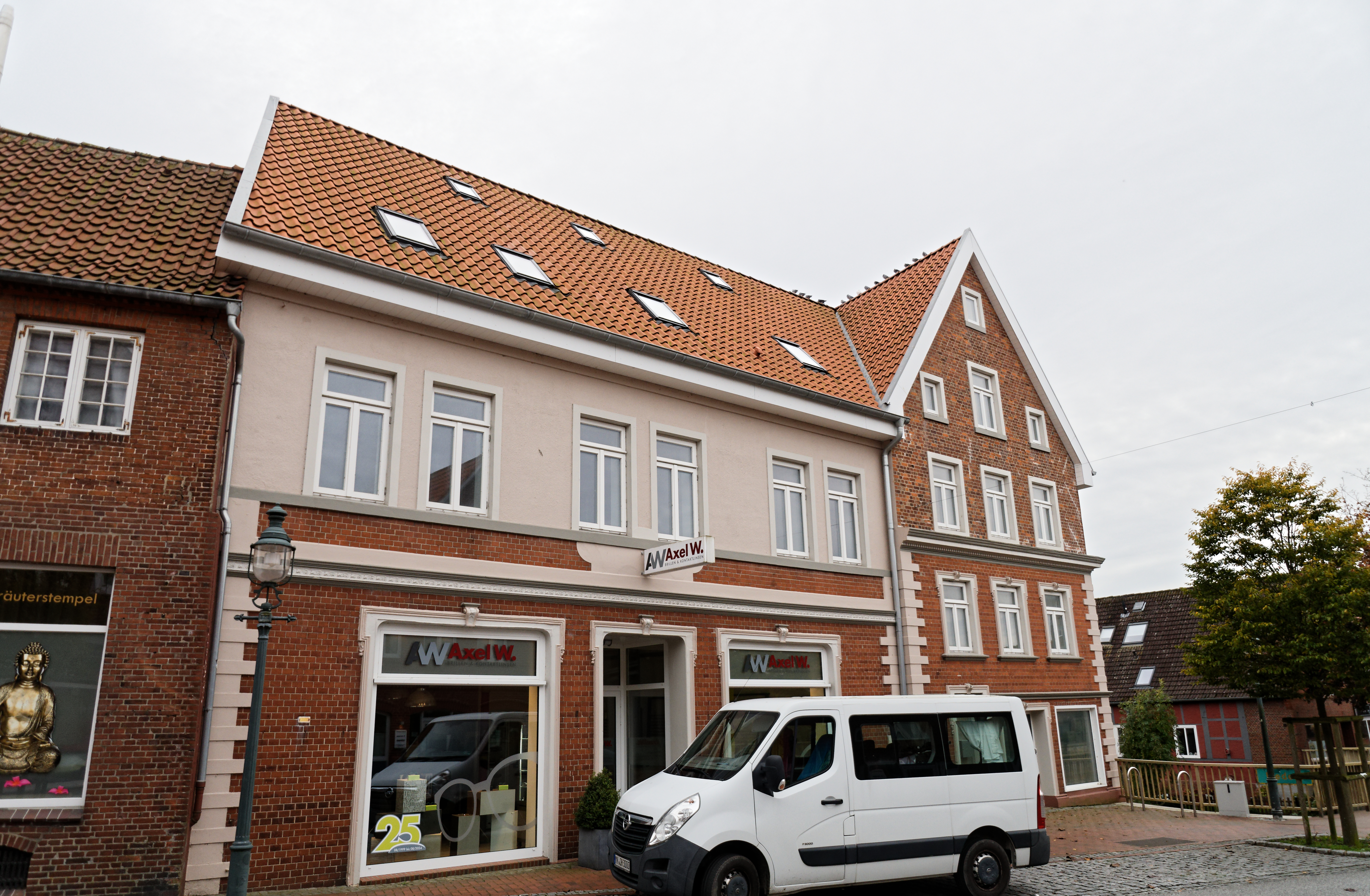
Wohn- und Geschäftshaus Cuxhavener Straße 1

Das Wohn- und Geschäftshaus Cuxhavener Straße 1 an der Medem in der niedersächsischen Samtgemeinde Land Hadeln, Gemeinde Otterndorf, im Landkreis Cuxhaven, stammt vom 19. Jahrhundert. Aktuell (2024) wird es als Wohn- und Geschäftshaus genutzt.
Das Gebäude steht unter Denkmalschutz (siehe auch Liste der Baudenkmale in Otterndorf).

## Geschichte und Beschreibung
Otterndorf war der Hauptort des Landes Hadeln. 1400 erhielt er von Herzog Erich von Sachsen-Lauenburg das Stadtrecht. Die ehemalige Wurtsiedlung Otterndorf liegt um die Kirche herum hauptsächlich an den Straßen Johann-Heinrich-Voß-Straße und Himmelreich. Sie besteht als Siedlungskern bereits seit dem Mittelalter. Ihre zumeist Fachwerkbauten aus dem 17. und 18. Jahrhundert sind in der Regel giebelständig und damit größtenteils zum ehemaligen Kirchhof ausgerichtet.
Das (zur Medem) viergeschossige, verklinkerte und verputzte (Obergeschoss) Gebäude mit ziegelgedeckten Satteldächern wurde in der zweiten Hälfte des 19. Jahrhunderts gebaut. Zur Straßenseite besteht es aus dem traufständigen zweigeschossigen Teil im Osten sowie dem giebelständigen dreigeschossigen Teil im Westen. Horizontale Gesimse gliedern die Fassade mit gerahmten eckigen Fenstern. Es wurde nachträglich aufgestockt und hatte ursprünglich ein Mansarddach.
Der denkmalgeschützte Straßenraum mit Straßenpflasterung ist ein Bestandteil der Wurtsiedlung.
Das Landesdenkmalamt befand u. a.: „… Teil der Wurtsiedlung …“